# Charles Cowper
Pour les articles homonymes, voir Cowper.
Charles Cowper (26 avril 1807 - 19 octobre 1875) est un homme politique australien qui fut le deuxième Premier ministre de Nouvelle-Galles du Sud. Il occupa le poste de Premier ministre à cinq reprises entre 1856 et 1870.

## Jeunesse
Cowper était le troisième fils du Révérend William Cowper et de sa première femme Hannah. Il est né à Dryford, dans le Lancashire, en Angleterre et partit pour Sydney avec son père en 1809. Son père se chargea de son éducation et quand il eut tout juste 19 ans, il fut nommé secrétaire de la "Clergy and School Lands Corporation". Il occupa ce poste quelques années et se maria en 1831. Quand la "Clergy and School Lands Corporation" fut dissoute en 1833, Cowper alla dans l'intérieur du pays et s'occupa de vastes propriétés dans les comtés de Cumberland et d'Argyle.

## Parlementaire
Cowper fut élu au Parlement pour la circonscription de Cumberland en 1843 et il occupa le siège jusqu'en 1850. En septembre 1848 il proposa la création de la première ligne de chemin de fer dans l'État, ligne dont la construction commença le 3 juillet 1849 mais la société fut incapable de se financer et elle fut reprise par l'État six ans plus tard. En 1851, il fut élu dans le Comté de Durham.
À partir des années 1840, il s'opposa à l'arrivée de nouveaux bagnards en Nouvelle-Galles du Sud et dirigea une manifestation de protestation contre de nouveaux envois en octobre 1846. Il milita vivement contre ces faits au sein du Parlement et en mai, il devint président de la « Ligue australasienne pour l'abolition de l'envoi de bagnards » qui comprenait des délégués de  Nouvelle-Galles du Sud, de Tasmanie, du Victoria, d'Australie-Méridionale et de Nouvelle-Zélande. L'association sut se faire entendre en Grande-Bretagne et fut en partie à l'origine de la décision du gouvernement britannique d'arrêter les envois de bagnards en Australie de l'est en décembre 1852.

## Premier ministre

### Premier mandat
Quand il fut décidé, en 1856, de créer une Assemblée avec un gouvernement pour gérer la Nouvelle-Galles du Sud, Cowper se présenta au poste de député et fut élu à Sydney.  
Bien que Cowper soit un homme politique populaire en 1856, son association ouverte avec des hommes aussi radicaux que Henry Parkes, James Wilshire et Robert Campbell le mirent hors course pour le poste de Premier ministre. On lui proposa le poste de Secrétaire de la Colonie dans le premier gouvernement de Stuart Donaldson. Après la démission de Donaldson en août on proposa à Cowper de former le gouvernement mais il n'eut pas plus de succès que Donaldson à former une majorité stable et il fut attaqué en particulier sur son choix du ministre de la Justice ; en effet James Martin n'avait pas encore été admis avocat. Il fut battu lors d'une motion de confiance et démissionna le 2 octobre.
Cowper refusa une place dans le gouvernement d'Henry Parker et passa dans l'opposition.

### Deuxième mandat
En septembre 1857, le gouvernement Parker fut battu et démissionna et Cowper redevint Premier ministre. Ce fut un gouvernement sujet à de nombreux changements pas moins de 13 personnes ayant occupé les sept postes de celui-ci pendant ses deux ans. En décembre, le gouvernement fut mis en minorité mais le gouverneur William Denison accepta d'organiser de nouvelles élections qui eurent lieu en janvier 1858. Cowper réussit à rester Premier ministre mais il n'avait pas une majorité stable. Son gouvernement fit modifier le code électoral pour utiliser le vote à bulletin secret, le suffrage universel pour les hommes, une représentation parlementaire proportionnelle à la population. Il créa 40 nouvelles "municipalities", ouvrit de nouveaux tribunaux et interdit les subventions publiques aux activités religieuses. Son gouvernement fut battu d'une voix le 26 octobre 1859 sur la loi sur l'éducation et Cowper démissionna le lendemain de son poste de député. William Forster devint Premier ministre et John Robertson leader de l'opposition. En mars 1860, Cowper fut nommé pour cinq ans à la Chambre Haute.

### Quatrième mandat
Le parti de Cowper remporta les élections de février 1865 et il devint Premier ministre pour la quatrième fois mais il eut beaucoup de peine à contrôler l'assemblée. En janvier 1866 Martin et Parkes, qui étaient revenus de Londres, le mirent en minorité et il démissionna de son siège pour s'occuper de ses affaires en février 1867.

### Cinquième mandat
Aux élections de décembre 1869, il fut battu dans sa circonscription mais il réussit à se faire élire dans celle de Liverpool Plains.
Cowper devint Premier ministre pour la cinquième fois en janvier 1870 et fut nommé Représentant de l'état à Londres à la fin de l'année. Il mourut à Londres le 19 octobre 1875.